# Полет 711 на „Тропик Еър“
Полет 711 на „Тропик Еър“ е чартърен вътрешен пътнически полет от летище „Коросал“, Коросал Таун, до летище „Джон Грайф II“, Белиз Сити, Белиз, управляван от „Тропик Еър“. На 17 април 2025 г. самолетът „Чесна 208 Гранд Караван EX“, който изпълнява полета, е отвлечен във въздуха от пътник, въоръжен с нож. Докато е над Карибско море, екипажът изпраща съобщение до други самолети в района, включително и до един хеликоптер, да го следят. Машината прелита над Белиз Сити, горивото ѝ започва да се изчерпва и екипажът прави аварийно кацане на международното летище „Филип С. У. Голдсън“, но в същото време похитителят започва да намушква пътниците с нож, при което е застрелян от друг пътник с разрешително за носене на огнестрелно оръжие.
Ранените са откарани в болница и по-късно се възстановяват. 49-годишен гражданин на Съединени американски щати и военен ветеран е идентифициран като похитител. Той влиза в Белиз няколко дни преди отвличането и през това време е съобщено, че напада полицай. Отвличането продължава около час и половина. Мотивът остава неясен, въпреки че похитителят искат от пилота да го изведе от страната.
„Тропик Еър“ заявява, че опитът за отвличане е „сериозна и безпрецедентна извънредна ситуация по време на полет“. Главният изпълнителен директор на авиокомпанията определя действията на пилота като „повече от героични“ и предлага подкрепа на ранените пътници. В края на април „Тропик Еър“ въвежда по-строги мерки за сигурност в резултат на отвличането, които включват претърсване на пътниците и техния багаж.